# Unterseilberg
Unterseilberg ist ein Gemeindeteil der Gemeinde Grainet im niederbayerischen Landkreis Freyung-Grafenau.

## Lage
Unterseilberg liegt im Bayerischen Wald etwa zwei Kilometer westlich von Grainet an der Staatsstraße 2630.

## Geschichte
Unterseilberg gehörte zur Obmannschaft Rehberg im Unteramt des Landgerichts Wolfstein im Hochstift Passau und bestand 1788 aus 13 Anwesen. Nach der Säkularisation wurde Unterseilberg durch das Gemeindeedikt von 1818 ein Teil der Gemeinde Rehberg, mit der es im Zuge der Gebietsreform am 1. April 1971 in die Gemeinde Grainet eingegliedert wurde.
1987 hatte das Dorf Unterseilberg 118 Einwohner. Der Ort wurde 1991 beim Wettbewerb Unser Dorf soll schöner werden mit einer Goldmedaille auf Landesebene ausgezeichnet. 2009 wurden auf einem Reiter- und zwei Bauernhöfen 56 Betten in Ferienwohnungen angeboten.

## Baudenkmäler
- Ortskapelle. Der äußerlich unscheinbare Holzbau entstand 1766, wie eine Jahreszahl auf einem Gewölbebalken verrät. Vollständig ausgemalt zeigt die Decke in 23 Bildern die Passionsgeschichte Jesu.